# Pithiviers (pâtisserie)
Pour les articles homonymes, voir Pithiviers (homonymie).
Le pithiviers est un gâteau français à base de pâte feuilletée originaire de la commune de Pithiviers située dans le département du Loiret et la région Centre-Val de Loire. Il peut être salé ou sucré, auquel cas il sera fourré de crème d'amandes.

## Présentation

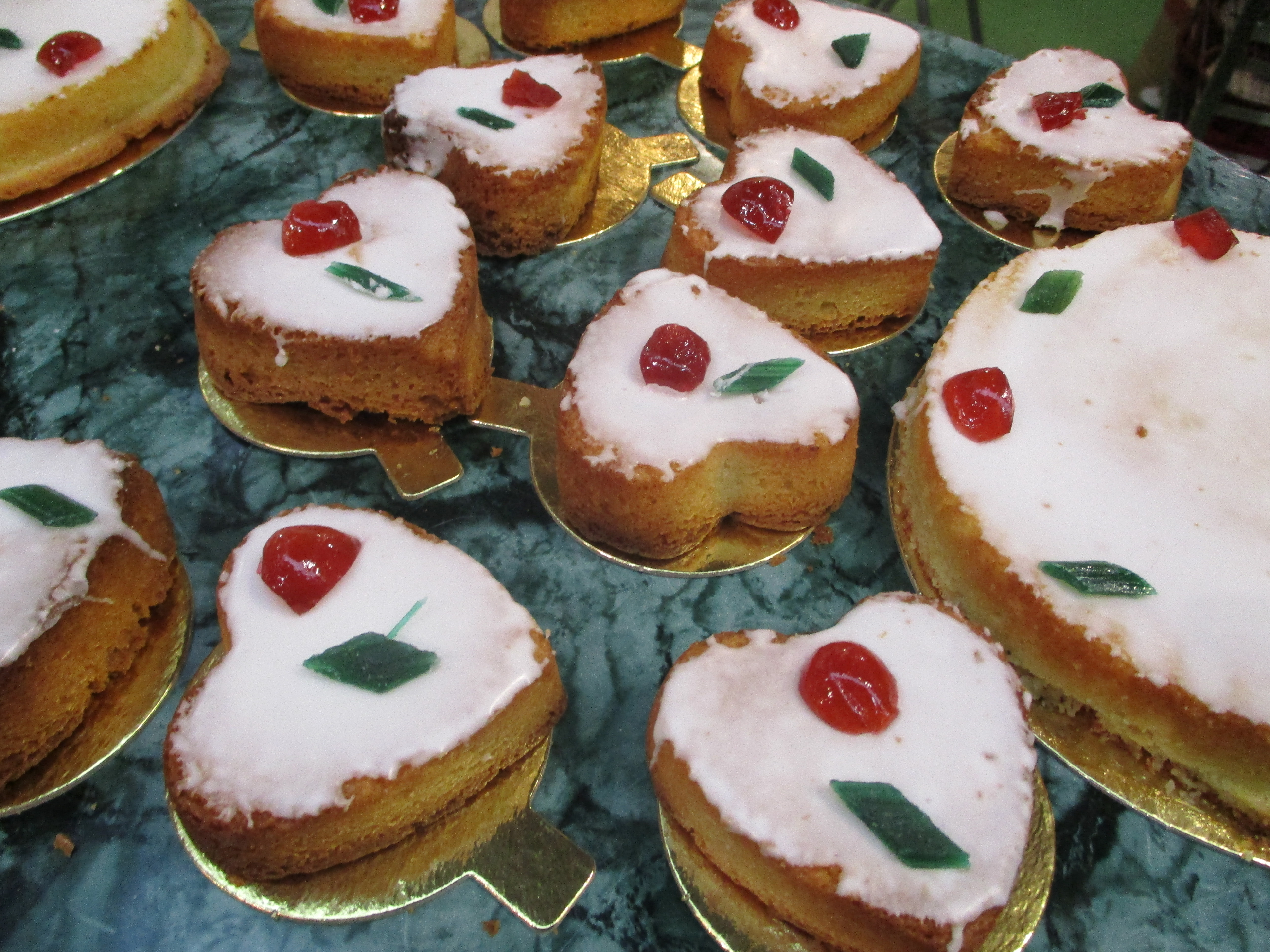
Pithiviers sucrés.

L'invention du pithiviers date du XVIIe siècle avec l'invention de la pâte feuilletée, mais l'apport de crème d'amandes est censé remonter à une tradition romaine.
Il existe trois sortes de pithiviers.
- Le pithiviers feuilleté est le plus connu. Il est relativement proche de la galette des rois. Cette dernière est parfois également appelée pithiviers par confusion. Les amateurs de pithiviers réfutent ce rapprochement. La principale différence réside dans l'utilisation de la frangipane dans la composition de la galette des rois : la frangipane est faite pour deux tiers de crème d'amandes et pour un tiers de crème pâtissière.

- Le pithiviers fondant est plus ancien. Il peut être recouvert d'un glaçage et de quelques fruits confits.

- Le pithiviers salé est une tourte à la viande un peu plus élaborée souvent déclinée avec de la volaille (canard, perdreaux, pigeons,...) ou du porc et différents légumes (choux, carotte, poireaux, etc.)[2].